# محمد رمضانوف
محمد الدارُویچ رمضانوف (روسی: Магомед Эльдарович Рамазанов؛ زادهٔ ۲۲ مهٔ ۱۹۹۳) کشتی‌گیر اهل روسیه است که در دستهٔ ۸۶ کیلوگرم کشتی آزاد برای بلغارستان رقابت می‌کند. او برندهٔ مدال طلای المپیک ۲۰۲۴ پاریس و مدال‌های طلا (۲۰۲۵) و نقره (۲۰۲۰) مسابقات قهرمانی کشتی اروپا است.
رمضانف تا سال ۲۰۲۱ عضو ذخیرهٔ تیم ملی کشتی روسیه بود که پس از بازماندن از کسب دوبندهٔ تیم ملی این کشور، از سال ۲۰۲۴ برای بلغارستان در مسابقات بین‌المللی کشتی شرکت کرد.

## سابقه حرفه‌ای
محمد رمضانف پس از کسب مقام اول مسابقات گزینشی المپیک ۲۰۲۴ در باکو سهمیه حضور در مسابقات کشتی آزاد دستهٔ ۸۶ کیلوگرم بازی‌های المپیک ۲۰۲۴ پاریس را برای بلغارستان کسب کرد. او در مسابقات المپیک پاریس در دیدار ابتدایی خود مقابل الکس مور از کانادا قرار گرفت و او را ۱۲–۲ مغلوب کرد. سپس جبرئیل شفیعف ازبکستانی را هم با ضربه فنی شکست داد. در نیمه‌نهایی او در برابر آئرون بروکس آمریکایی در یک رقابت سخت و نزدیک ۳–۳ پیروز شد و به فینال راه یافت. رمضانف در فینال از حسن یزدانی از ایران که مصدوم بود با نتیجه ۷–۱ برد و مدال طلای این دوره از بازی‌های المپیک را کسب کرد.